# Nicky Romero
Nick Rotteveel (Amerongen, Utrecht; 6 de enero de 1989), conocido por su nombre artístico Nicky Romero, es un DJ, remezclador y productor discográfico neerlandés de música house. Es el dueño del sello discográfico Protocol Recordings. 
Ha trabajado y recibido el apoyo de DJs como Tiësto, Fedde le Grand, Sander van Doorn, David Guetta, Calvin Harris, Armand van Helden, Avicii y Hardwell. Creció en Amerongen, una pequeña ciudad cerca de Utrecht, en los Países Bajos. Vivió en Canadá, concretamente en Kingston por unos pocos años. Más tarde regresó a los Países Bajos para continuar su educación, donde realizó sus últimos semestres en Francia. Es muy conocido por sus exitosos sencillos como «Toulouse», «Iron», «Metropolis», «Like Home» y «I Could Be the One». Actualmente, se ubica en la posición 26ª del Top100 DJ de la DJ Mag. Su mejor posicionamiento en la encuesta fue en 2013 cuando ocupó la séptima ubicación.

## Biografía
Comienza su vida musical desde muy joven, a la corta edad de 6 años, cuando este recibe su primer tambor, el cual ansioso empezó a tocarlo en una comparsa. Después de hacerlo por un año o tres, se le pidió que tocara en un gran grupo que tenía actos en la calle y grandes eventos. Fue para él divertido, pero no era suficiente para el pequeño Nicky. A la edad de 12 tuvo su primer set de Batería, y empezó a practicar asiduamente. Después de tocar durante 3 años todos los días, eso no fue suficiente y cambió la batería por los platos.
La escuela nunca atrajo su atención, así que luego de graduarse empezó a producir música. Luego de horas y horas de práctica logró su primer sello llamado ‘Once Records’, para el que lanzaría las pistas: Privilege y QWERTY.
Luego del trato, la siguiente pista sería llamada ‘Funktion One’. Desde ese momento todo sucedió muy rápido. El famoso DJ y productor neerlandés Madskillz se interesó en ‘Funktion One’ y lanzaron ‘Funktion at Azúcar’ (de Madskillz & Gregor Salto). Luego también añadieron ‘Hear My Sound’ al sello.
En 2009 hizo un remix de “Get on the Floor” para Sidney Samson & Tony Cha Cha y una versión bootleg de “When Love Takes Over” para David Guetta, ambas pistas tuvieron gran publicidad en todo el mundo. Tiempo después, Ministry Of Sound de Australia lo contactó para hacer algunas remezclas para el sello. Tras la edición de la adaptación del tema de Groove Armada, “My Friend”, a principios del año 2010, logra ser reconocido dentro de la escena electrónica. Logró ubicarse en el 4.º puesto en la tabla general Beatport Top Descargas 100 y directamente a los primeros puestos del portal neerlandés Dance–Tunes. En octubre de 2012, Nicky Romero recibió el premio DJ Mag 'Highest New Entry' en la encuesta de los 100 mejores DJs, y con el puesto número 17, es uno de los nuevos puntajes más altos de la historia, junto con Skrillex y Dash Berlin.

## Producción
Tras la edición de la nueva versión del tema de Groove Armada, My Friend, a principios del año 2010, logra ser reconocido dentro de la escena electrónica. Fue lanzado a través del sello Spinnin' Records, logró ubicarse en el 4.º puesto en la tabla general Beatport Top Descargas 100 y directamente a los primeros puestos del portal neerlandés Dance–Tunes. En 2012, fundó su propio sello discográfico, Protocol Recordings, con sede en Ámsterdam, siendo su primera lanzamiento la producción titulada WTF!?. En ese mismo año, trabajó de cerca con David Guetta en lanzamientos como "Metropolis" y su coproducción de la canción "Right Now" para Rihanna incluida en el álbum Unapologetic. En 2013, logró el número uno en la lista de sencillos del Reino Unido, gracias a su coproducción con Avicii en el sencillo "I Could Be the One" y colaboró con la banda estadounidense Krewella en la canción "Legacy". En ese mismo año, participó como coescritor y productor de la canción "It Should Be Easy" para el octavo álbum de Britney Spears, Britney Jean. En el año 2014 saca un nuevo sencillo llamado "Feet On The Ground", con la cantante neerlandesa de rock Anouk Teeuwe. En ese mismo año colaboró en la producción del álbum Listen de David Guetta.

## Carrera como DJ y Productor

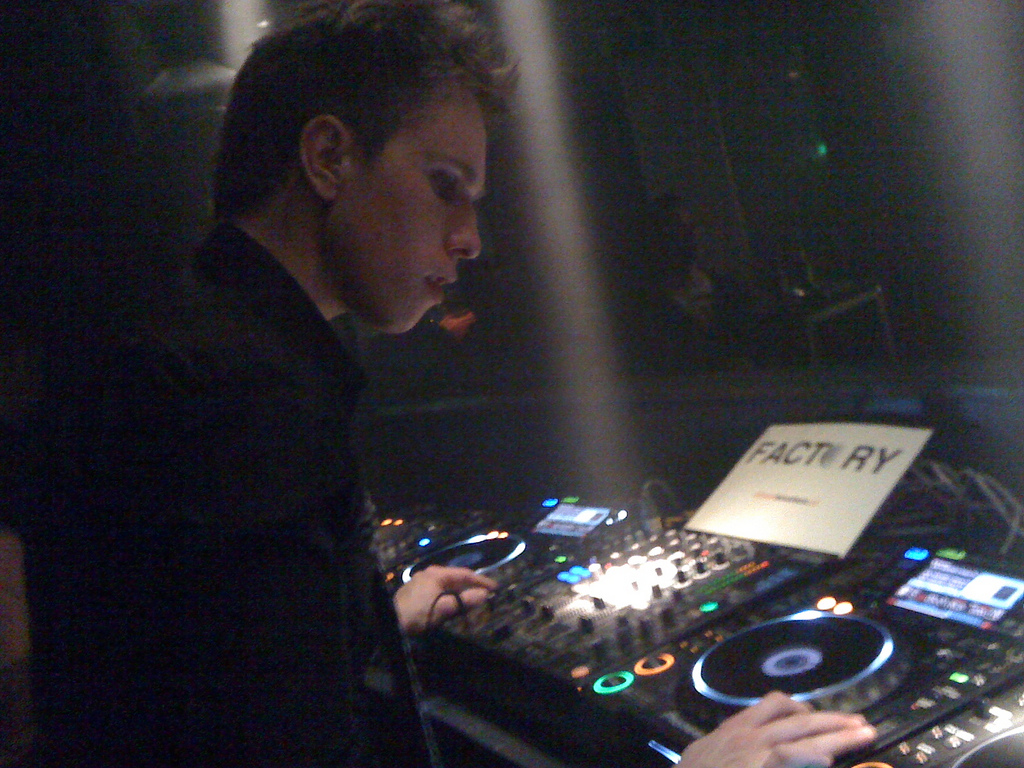
Nicky Romero en una presentación

Su producción que lo llevó a un sencillo conocido como "Toulouse" con la disquetera Spinnin Records, se convirtió en una canción viral. Actualmente el dirige y hace su estación de radio Protocol Radio, que se considera una de las mejores estaciones de radio de Europa, también un sello discográfico patrocinado por el DJ. Sus presentaciones como DJ ha sido muy codiciado en Festivales como: Ultra Music Festival, Tomorrowland, EDC Las Vegas, etc. 

## Críticas
A medida que Romero ganaba popularidad, se fue convirtiendo en el blanco de críticas de productores de música underground y de los artículos web de la sátira de música underground; Los temas incluyen sus habilidades reales y su contribución al canon de la música electrónica. Los críticos han apuntado a su estilo, su apariencia y sus habilidades de producción musical. Tales sugerencias describen elementos de las habilidades de Romero como breves e insuficientes. Romero ha rechazado las sugerencias como menores.

## Protocol Recordings
Protocol Recordings es un sello discográfico holandés fundado el 8 de mayo de 2012 por el productor de música electrónica y DJ Nicky Romero. Han lanzado música de notables artistas electrónicos underground como Blasterjaxx, Don Diablo, R3hab, Vicetone, Stadiumx, Thomas Gold, Arno Cost y Volt & State. El primer lanzamiento de la etiqueta fue "WTF !?" por Nicky Romero y ZROQ.
Protocol Recordings se ha convertido en un sello discográfico exitoso como resultado de los lanzamientos de Nicky Romero. El sencillo internacional más exitoso del sello fue Like Home de Nicky Romero y el dúo australiano NERVO, que alcanzó el puesto 37 en Suecia, el 15 en la lista general, el 5.º lugar en la lista Dance de los Países Bajos, el 33 en la lista de sencillos y el 9.º lugar en la lista Dance del Reino Unido.
Cinco lanzamientos alcanzaron el número uno en el Beatport Top 100. Cuatro de ellos fueron producidos por Nicky Romero y otros. Howl At The Moon, producido por el dúo húngaro StadiumX, alcanzó el puesto 59 en la lista francesa de SNEP.
Protocol Radio es un pódcast semanal creado en 2013 y es conducido por Nicky Romero. Comprende los próximos lanzamientos de grabaciones de Protocol.

## Filmografía
| Año  | Título              | Papel    | Notas |
| ---- | ------------------- | -------- | ----- |
| 2015 | We Are Your Friends | Él mismo | Cameo |

Romero hizo un cameo en la película de 2015 We Are Your Friends, protagonizada por Zac Efron. Apareció en el final, tocando durante la fiesta Summerfest de la película.

## Ranking DJmag
| DJ           | 2012 | 2013 | 2014 | 2015 | 2016 | 2017 | 2018 | 2019 | 2020 | 2021 | 2022 | 2023 |
| ------------ | ---- | ---- | ---- | ---- | ---- | ---- | ---- | ---- | ---- | ---- | ---- | ---- |
| Nicky Romero | 17°  | 7°   | 8°   | 18°  | 29°  | 50°  | 43°  | 37°  | 31°  | 26°  | 20°  | 24°  |

## Ranking 101 DJs 1001 Tracklist
| Productor    | 2016 | 2017 | 2018 | 2019 | 2020 | 2021 | 2022 |
| ------------ | ---- | ---- | ---- | ---- | ---- | ---- | ---- |
| Nicky Romero | 67°  | 84°  | 38°  | 30°  | 11°  | 32°  | 9°   |

## Discografía

### Sencillos y EP
2025
- Shout  (con David Guetta)  (Protocol Recordings)
- Move It (Rapidin)  (con GIACOBBI y Fatboi)  (Protocol Recordings)
- Live My Life  (con DubVision y Oaks)  (STMPD RCRDS)
- Don't Be Shy  (con millforlife y Rory Hope)  (Protocol Recordings)

2024
- Tomorrow Comes  (con Deniz Koyu y Jaimes)  (Protocol Recordings)
- All Night Long (Protocol Recordings)
- In My Head  (con Sick Individuals)  (Protocol Recordings)
- The Nighttrain  (con Maitland)  (Protocol Recordings)
- Lights Up  (Dimitri Vegas & Like Mike Edit)  (Protocol Recordings)
- Bad Boy  (con Third Party)  (Protocol Recordings)
- Bass Down Low (Protocol Recordings)
- Love You For The Summer  (con Öwnboss y Oaks)  (Monstercat)
- I'll Follow You  (con Joe Jury)  (Protocol Recordings)
- Holy  (con Émilie Rachel)  (Protocol Recordings)
- Here We Go Again  (con Timmy Trumpet y GESES)  (Protocol Recordings)

2023
- Turn Off The Lights (Protocol Recordings)
- Forever  (con Nico & Vinz)  (Protocol Recordings)
- Chapters (Protocol Recordings)
- All You Need Is Love  (con Jonas Blue y Nico Santos)  (Protocol Recordings/Virgin)
- Give In  (Nightvision EP)  (Protocol Recordings)
- Mahoya  (Nightvision EP)  (Protocol Recordings)
- Desire  (con TELYKAST y LINNEY)   (Nightvision EP)  (Protocol Recordings)
- I Wanna Dance (con Hardwell y Meryll) (Protocol Recordings/Revealed Recordings)
- Sensation  (con Chelcee Grimes)  (Protocol Recordings/Virgin)
- Skin On Skin  (Nightvision EP)  (Protocol Recordings)
- Sacrifice  (Nightvision EP)  (Protocol Recordings)

2022
- Afterglow  (con GATTÜSO y Jared Lee)  (Protocol Recordings)
- See You On The Dancefloor  (con Low Blow) (See You On The Dancefloor EP)  (Protocol Recordings)
- Higher  (con Low Blow) (See You On The Dancefloor EP)  (Protocol Recordings)
- So Much Love  (con Almero)  (Protocol Recordings)
- Lose My Mind (Protocol Recordings)
- Pressure (Protocol Recordings)
- Work My Body  (Perception EP)  (Protocol Recordings)
- Hear Me Now  (Perception EP)  (Protocol Recordings)
- Easy  (con NIIKO x SWAE)  (Protocol Recordings)
- Out Of Control  (con EDX)  (Spinnin' Records)
- I Hope That It Hurts  (con Norma Jean Martine)  (Protocol Recordings)
- Hot Summer Nights  (con W&W)  (Protocol Recordings)
- Techtronic (Protocol Recordings)
- Myriad (Protocol Recordings)
- For The People  (con Third Party)  (Protocol Recordings)
- Back To Where We Started  (con Afrojack)  (Protocol Recordings)
- Stay A Little Longer  (con DubVision y Philip Strand)  (Protocol Recordings)

2021
- Into The Light  (con Timmo Hendriks y David Shane)  (Protocol Recordings)
- Back To You (Protocol Recordings)
- You Used To (Protocol Recordings)
- World Through Your Eyes  (con Teamworx y Joseph Feinstein)  (Protocol Recordings)
- Okay  (con MARF y Wulf)  (Protocol Recordings)
- We're Still Young  (con W&W)  (Rave Culture)
- Love Me Better (Protocol Recordings)
- Acid Is My DNA (Protocol Recordings)
- Why Do I Call (Protocol Recordings/Virgin)

2020
- Nights With You (Protocol Recordings)
- Only For You  (con Sick Individuals y Xira)  (Protocol Recordings)
- I Need You To Know  (con Armin van Buuren y Ifimay)  (Protocol Recordings/Armind)
- Burning  (con Jordan Grace)  (Protocol Recordings)
- Destiny  (con Deniz Koyu y Alexander Tidebrink)  (Protocol Recordings)
- Replica  (Redefine EP)  (Protocol Recordings)
- Time  (Redefine EP)  (Protocol Recordings)
- Falling  (con Timmy Trumpet)  (Protocol Recordings)
- Stay (Protocol Recordings)
- I See  (Redefine EP)  (Protocol Recordings)

2019
- Dynamite  (con Mike Williams & Amba Shepherd)  (Protocol Recordings)
- Everybody Clap  (con Dimitri Vegas & Like Mike)  (Protocol Recordings)
- Love You Forever  (con Stadiumx y Sam Martin)  (Protocol Recordings)
- Midnight Sun  (con Florian Picasso)  (Protocol Recordings)
- Ups & Downs  (con W&W)  (Protocol Recordings)
- Sometimes  (con DallasK y XYLO)  (If Only/Astralwerks)
- Distance  (con Olivia Holt)  (Protocol Recordings)
- Ring The Alarm  (con David Guetta)  (Protocol Recordings)
- Deep Dark Jungle  (con Teamworx)  (Protocol Recordings)

2018
- My Way  (con Alice Berg)  (Protocol Recordings)
- Bittersweet  (con Trilane & Kokaholla y Quarterback)  (Protocol Recordings)
- Paradise  (con Deniz Koyu y Walk off the Earth)  (Protocol Recordings)
- Be Somebody  (con Steve Aoki y Kiiara)  (Ultra Records)
- Rise  (con Stadiumx y Matluck)  (Protocol Recordings)
- Me On You  (con Taio Cruz)  (Protocol Recordings)
- Here We Go (Hey Boy, Hey Girl)  (con Dimitri Vegas & Like Mike)  (Smash The House)
- Duality (Protocol Recordings)
- PRTCL (con Spyder) (Protocol Recordings)
- Where Would We Be  (con Rozes)  (Photo Finish Records)

2017
- Sober  (con  Cheat Codes)  (FFRR/Virgin)
- Iconic (con John Christian) (Protocol Recordings)
- Champion Sound (con Teamworx) (Protocol Recordings)
- Only For Your Love (con Florian Picasso) (Protocol Recordings)

2016
- Crossroads  (con Navarra) (Protocol Recordings)
- Take Me (con Colton Avery) (Protocol Recordings)
- Ready 2 Rumble (Protocol Recordings)
- The Moment (Novell) (Protocol Recordings)
- Novell (Protocol Recordings)
- Future Funk (con Nile Rodgers) (Protocol Recordings)

2015:
- Harmony (con Stadiumx) (Protocol Recordings)
- Lighthouse (Protocol Recordings)
- Warriors (con Volt & State) (Protocol Recordings)

2014:
- Let Me Feel (con Vicetone y When We Are Wild) (Protocol Recordings)
- Feet On The Ground (con Anouk) (Protocol Recordings)

2013:
- S.O.T.U. (Sound of the Underground) (vs. Sunnery James & Ryan Marciano y Fast Eddie) (Size Records)
- Legacy (con Krewella) (Protocol Recordings)
- Symphonica (Protocol Recordings)
- Still the Same Man (con John Christian y Nilson) (Toolroom Records)

2012:
- I Could Be the One (con Avicii) (Universal Music/LE7ELS)
- Like Home (con NERVO) (Protocol Recordings)
- Iron (con Calvin Harris) (Protocol Recordings/Columbia)
- Sparks (Turn Off Your Mind) (con Fedde Le Grand y Matthew Koma) (Flamingo Records)
- Human (con Zedd) (Interscope Records/Polydor)
- WTF!? (con ZROQ) (Protocol Recordings)
- Metropolis (con David Guetta) (Jack Back Records/Warner Music)
- Se7en (Cr2 Records)
- Wild One Two (con Jack Back & David Guetta & Sia) (Jack Back Records/Warner Music)
- Generation 303 (Musical Freedom)
- Freaky (con Fedde Le Grand) (Gift EP)  (Flamingo Records)
- Slacking (con Fedde Le Grand & MC Gee) (Gift EP)  (Flamingo Records)

2011:
- Toulouse (Spinnin' Records)
- Beta (con Hardwell) (Spinnin' Records)
- Camorra (Fly Eye Records)
- Bootcamp (con Apster) (Wall Recordings)
- Schizophrenic (con Mitch Crown) (Spinnin' Records)
- Keyword (DOORN Records)
- Sliced (con Bingo Players) (Hysteria)
- Play 'N Stop (Work Records)
- Solar (Spinnin' Records)

2010:
- Growl (Sneakerz Muzik)
- Switched (Revealed Recordings)
- When Love Calls (con Basto!) (Spinnin' Records)
- Assigned / Pixelized (Spinnin' Records)
- Seventy Two / Amfibi (con Firebeatz) (Spinnin' Records)
- My Friend (Spinnin' Records)

2009:
- Woods Of Idaho (Spinnin' Records)
- Can U Feel It (con Nilson) (Crunk Recordings)
- Konichiwa Bitches! (con Kenneth G) (Made In NL)
- It's Me Bitches (Sneakerz Muzik)
- Ducktale (Masal)

2008:
- Globe (Housefreakaz Recordings)
- Q.W.E.R.T.Y.
- Funktion One (Azúcar Recordings)

### Remixes
2023
- Calvin Harris & Ellie Goulding - Miracle  (Nicky Romero Remix)
- Nicky Romero, Jonas Blue & Nico Santos - All You Need Is Love  (Festival Edit)

2021
- Afrojack & David Guetta - Hero  (Nicky Romero Remix)
- John Dahlbäck - Pyramid  (Nicky Romero Remix)

2020
- Twocolors - Lovefool  (Nicky Romero Remix)
- Nicky Romero - Toulouse  (Nicky Romero Edit 2020)
- Teamworx, Mr. Sid & George Z - Techno  (Nicky Romero Edit)
- Robin Schulz feat. Alida - In Your Eyes  (Nicky Romero)
- Martin Garrix feat. Clinton Kane - Drown  (Nicky Romero Remix)
- Nicky Romero - Stay  (Nicky Romero Festival Mix)

2019:
- Armin Van Buuren ft. Ne-Yo - Unlove You  (Nicky Romero Remix)
- Trilane feat. Tom Noah - Never Forget  (Nicky Romero Edit)
- David Guetta feat. RAYE - Stay  (Nicky Romero Remix)
- Kygo & Rita Ora - Carry On  (Nicky Romero Remix)
- David Guetta, Brooks & Loote - Better When You're Gone  (Nicky Romero Pop Edit)

2018:
- Jess Glynne - Thursday  (Nicky Romero Remix)
- Martin Garrix - Dreamer ft. Mike Yung  (Nicky Romero Remix)
- Steve Aoki - Lie To Me ft. Ina Worldsen  (Nicky Romero Festival Remix)
- Steve Aoki - Lie To Me ft. Ina Worldsen  (Nicky Romero Remix)
- Nicky Romero & Taio Cruz - Me On You  (Nicky Romero Edit)
- Afrojack x Jewelz & Sparks - One More Day  (Nicky Romero Remix)
- Nicky Romero x ROZES - Where Would We Be  (Nicky Romero Club Mix)

2017:
- Martin Garrix & David Guetta feat. Jamie Scott & Romy Dya – So Far Away  (Nicky Romero Remix)
- The Chainsmokers – Young  (Nicky Romero remix)
- SWACQ – Love  (Nicky Romero Edit)
- Linkin Park ft. Kiiara – Heavy (Nicky Romero Remix)
- Stadiumx & Taylr Renee – Howl at the Moon (Nicky Romero Remix)
- Trilane & Yaro ft. Max Landry – Miss Out  (Nicky Romero Edit)

2015:
- Magnificence & Alec Maire – Brooke Forman - Heartbeat (Nicky Romero Edit)
- One Direction – 18 (Nicky Romero Remix)

2014:
- John Christian – Next Level (Nicky Romero Edit)
- Cygnus X - "Superstring"  (Nicky Romero 2014 Rework)

2013:
- R3hab & Lucky Date – Rip It Up (Nicky Romero Edit)
- Zedd ft. Hayley Williams – Stay the Night (Nicky Romero Remix)
- Calvin Harris ft. Ellie Goulding – I Need Your Love (Nicky Romero Remix)
- Ludacris ft. David Guetta & Usher – Rest of My Life (Nicky Romero Remix)

2012:
- Anakyn (Mark Maitland & James Oliver) – Point Blank (Nicky Romero Revisit)
- Eva Simons – I Don't Like You (Nicky Romero Remix)
- Madonna ft. Nicki Minaj & M.I.A. – Give Me All Your Luvin' (Nicky Romero Remix)
- Kelly Clarkson – What Doesn't Kill You (Stronger) (Nicky Romero Remix)

2011:
- Tonite Only – Haters Gonna Hate (Nicky Romero 'Out Of Space' Remix)
- David Guetta & Sia – Titanium (Nicky Romero Remix)
- Erick Morillo & Eddie Thoneick ft. Shawnee Taylor – Stronger (Nicky Romero Remix)
- David Guetta ft. Usher – Without You (Nicky Romero Remix)
- Junkie XL – Molly's E (Nicky Romero Molly's E Remix)
- Sidney Samson vs. Tara McDonald – Dynamite (Nicky Romero Remix)
- Enrique Iglesias ft. Lil Wayne & Usher – Dirty Dancer (Nicky Romero Remix)
- David Guetta ft. Flo Rida & Nicki Minaj – Where Them Girls At (Nicky Romero Remix)
- Housequake ft. Michele David – Out Of The Dark (Nicky Romero Remix)
- Flo Rida – Turn Around (5,4,3,2,1) (Nicky Romero Remix)
- Tanja La Croix ft. Andy P – Hard To handle (Nicky Romero Remix)
- Jerome Isma-Ae & Daniel Portman ft. Max'C – Flashing Lights (Nicky Romero & Nilson Remix)
- Abel Ramos ft. Rozalla – Where Is The Love (Nicky Romero Remix)
- Usher – More (Nicky Romero Bootleg)
- Taio Cruz – Dynamite (Nicky Romero Bootleg)

2010:
- Green Velvet – Flash (Nicky Romero Remix)
- Ned Shepard – Chromatic (Nicky Romero & Nilson Remix)
- Kylie Minogue – All the Lovers (Nicky Romero Remix)
- DJ Jesús Luz & Alexandra Prince – Dangerous (Nicky Romero Festival Mix)
- Fedde Le Grand ft. Mitch Crown – Rockin' High (Nicky Romero Remix)
- Housequake – People Are People Housequake – People Are People (Nicky Romero Remix)
- Grooveyard – Mary Go Wild (Nicky Romero Remix)
- Mischa Daniëls ft. J-Son – Where You Wanna Go (Nicky Romero Remix)
- Sivana – Confusion (Nicky Romero Remix)
- Sol Noir – Superstring (Nicky Romero Remix)
- Sandy Vee & Robin S. – Straight To The Sky (Nicky Romero Remix)
- DJ Jose – Like That (Nicky Romero Bigroom Remix)
- Hardwell & Funkadelic – Get Down Girl (Nicky Romero Remix)
- Ian Carey ft. Michelle Shellers – Keep On Rising (Nicky Romero Remix)

2009:
- David Guetta – When Love Takes Over (Nicky Romero Bootleg)
- Mell Tierra & Sebastian D ft. Stanford – Maximize (Nicky Romero Remix)
- Steff Da Campo vs. Ecoustic con Lady Rio – Freakybeatza (Nicky Romero & Praia Del Sol Remix)
- Sidney Samson & Tony Cha Cha – Get On The Floor (Nicky Romero Remix)
- DJ Jean – Play That Beat (Nicky Romero Beachbreak Remix)
- Pizetta ft. Reagadelica – Klezmer (Nicky Romero Remix)
- Firebeatz & Apster – Skandelous (Nicky Romero Remix)
- DJ Rose – Twisted (Nicky Romero Remix)
- Michael Mendoza ft. I Fan – Be Without You (Nicky Romero Mix)

2008:
- Prunk Le Funk – Chronology (Nicky Romero Mix)

### Como productor discográfico
| Año  | Canción             | Artista(s)     | Álbum                    |
| ---- | ------------------- | -------------- | ------------------------ |
| 2012 | «Metropolis»        | David Guetta   | Nothing But the Beat 2.0 |
| 2012 | «Iron»              | Calvin Harris  | 18 Months                |
| 2012 | «Right Now»         | Rihanna        | Unapologetic             |
| 2013 | «It Should Be Easy» | Britney Spears | Britney Jean             |
| 2014 | «No Money No Love»  | David Guetta   | Listen                   |
| 2014 | «Bang My Head»      | David Guetta   | Listen                   |
| 2015 | «Let It Go»         | Nervo          | Collateral               |
| 2015 | «Bulletproof»       | Nervo          | Collateral               |